# Camiac-et-Saint-Denis
Camiac-et-Saint-Denis (okzitanisch: Camiac) ist eine französische Gemeinde mit 351 Einwohnern (Stand: 1. Januar 2022) im Département Gironde in der Region Nouvelle-Aquitaine; sie gehört zum Arrondissement Libourne und zum Kanton Les Coteaux de Dordogne. Die Einwohner werden Camiacais genannt.

## Geographie
Camiac-et-Saint-Denis liegt etwa 28 Kilometer ostsüdöstlich von Bordeaux und etwa neun Kilometer südsüdöstlich von Libourne. Die Dordogne begrenzt die Gemeinde im Nordosten. Umgeben wird Camiac-et-Saint-Denis von den Nachbargemeinden Saint-Quentin-de-Baron im Norden, Espiet im Osten, La Sauve im Süden, Cursan  im Westen sowie Baron im Nordwesten.

## Bevölkerungsentwicklung
| Jahr                       | 1962 | 1968 | 1975 | 1982 | 1990 | 1999 | 2006 | 2017 |
| Einwohner                  | 221  | 212  | 187  | 220  | 232  | 255  | 342  | 362  |
| Quellen: Cassini und INSEE |      |      |      |      |      |      |      |      |

## Sehenswürdigkeiten
- Kirche Saint-Martin aus dem 12. Jahrhundert

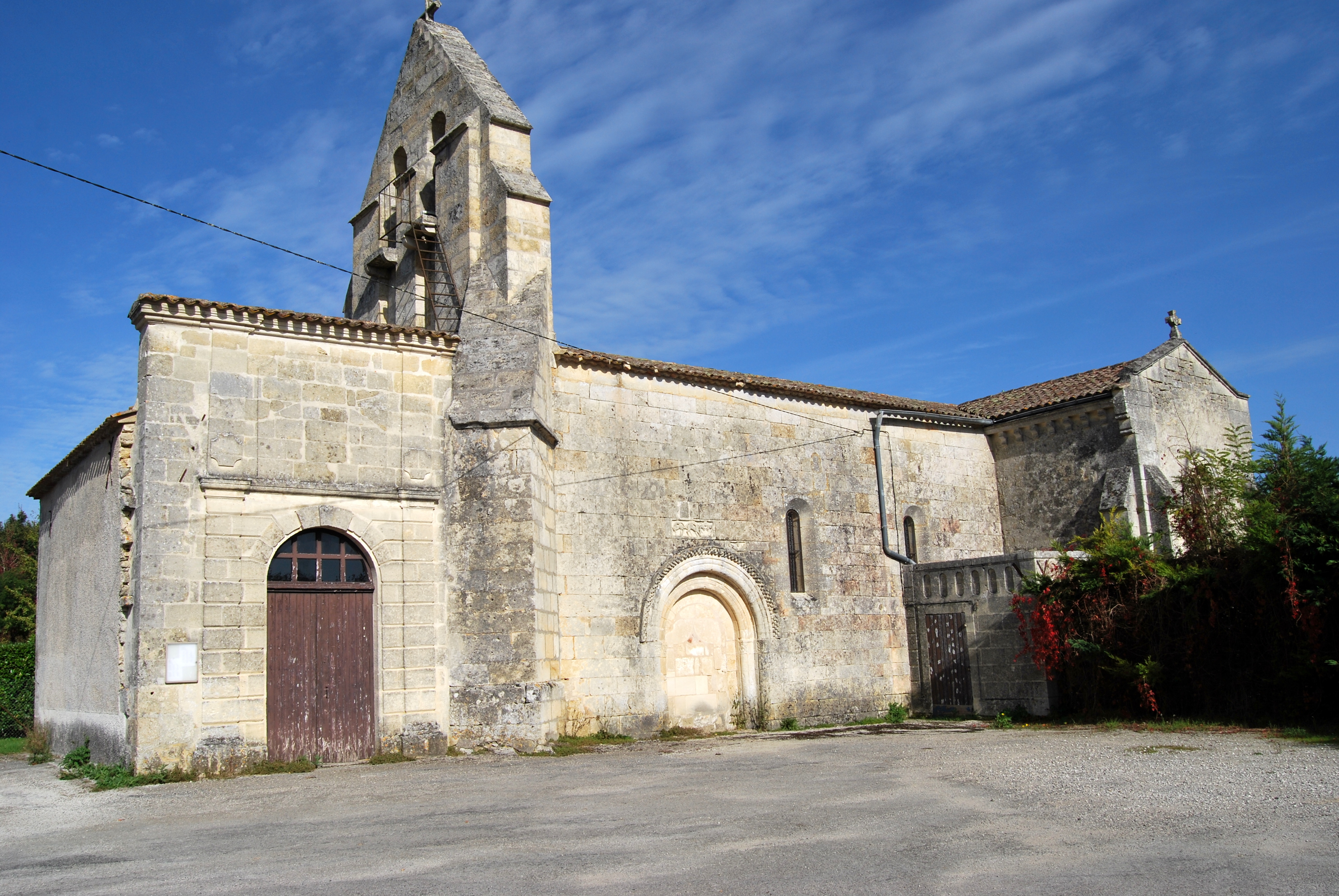
Kirche Saint-Martin